# María de los Ángeles Errisúriz
María de los Ángeles Errisúriz Alarcón (Allende, Coahuila, México; 18 de enero de 1966) escritora, maestra y política mexicana. Fue titular de la Secretaría de Educación en el estado de Coahuila. Coautora de 9 libros para el alumno y 9 guías para el docente sobre el Desarrollo de Habilidades de la Inteligencia publicados por Editorial Trillas. A partir de marzo del 2013 y por unos meses se desempeñó como directora general del Instituto Nacional para la Educación de los Adultos (INEA).

## Educación y vida personal
Hija de Norberto Errisúriz y Amparo Alarcón. Estudio para profesora de Educación Primaria en la Benemérita Escuela Normal de Coahuila de 1981-1985. Es Licenciada en Educación Media con la especialidad en Lengua y Literatura Españolas por Escuela Normal Superior del Estado de Coahuila y cursó la Maestría en el Campo Formación Docente en la Universidad Pedagógica Nacional.

## Actividad académica
Fue catedrática de la Benemérita Escuela Normal de Coahuila y jurado de exámenes profesionales para la misma institución.
Es asesora del Proyecto Educativo de Valores en Educación Primaria para Editorial Trillas. Participó en la elaboración del Programa Educativo Coahuila para los años 2001-2005.

## Carrera profesional

### Organismos de la sociedad civil
Ha participado activamente en las organizaciones Incluyendo México, Copase y COPARMEX, desempeñándose en esta última como presidente de la comisión de trabajo de Becas para la comunidad.

### Organismos públicos
Del 2000 al 2001 fue Secretaria Técnica en la Secretaría de Educación Pública de Coahuila, después fungió como Directora Programas Sociales del sistema DIF Coahuila. Durante el 2002 fue Subsecretaria de Educación Media de la Secretaría de Educación Pública en el estado, de la subsecretaría pasó a ser la titular de la Secretaria de Educación Pública de Coahuila hasta el año 2006.
Fue directora general del Colegio de Estudios Científicos y Tecnológicos del Estado de Coahuila y directora general del Instituto Estatal de Capacitación y Actualización del Magisterio en el Estado de Nuevo León.
Fue directora general del Instituto Nacional para la Educación de los Adultos (INEA) a nivel nacional.